# La Belle Histoire
La Belle Histoire és una pel·lícula francesa dirigida per Claude Lelouch, estrenada el 1992.

## Argument
Encreuament a través del temps de l'amor viscut, de l'amor mort i de l'amor esperat. La mort, l'amor, les vides anteriors i les coincidències. De l'any 1 fins avui.
Una immersió al món gitano i en el de la tauromàquia amb una escena de correguda de toros.

## Repartiment
- Gérard Lanvin: Jesús Tarragona
- Béatrice Dalle: Odona
- Vincent Lindon: Simon Choudel
- Marie-Sophie L.: Marie
- Jacques Gamblin: el jove policia, col·lega de Simon
- Pierre Vernier: el director de l'escola
- Élie Chouraqui: el subhastador, col·lega de Pierre
- Constantin Alexandrov: Kraki
- Denis Charvet
- Amina Annabi: una de les germanes de Jesús
- Jean-Michel Dupuis: el professor a la presó
- Patrick Edlinger
- Jean Benguigui: l'arrendatari de la bodega
- Pablo Gilabert
- Olivier Hémon
- Isabelle Nanty: Isabelle